# Golden Globe Awards 1998
Die 55. Verleihung der Golden Globe Awards fand am 18. Januar 1998 in statt.

## Nominierungen und Gewinner im Bereich Film

### Bester Film – Drama
Titanic – Regie: James Cameron
- Amistad – Regie: Steven Spielberg
- Der Boxer (The Boxer) – Regie: Jim Sheridan
- Good Will Hunting – Regie: Gus Van Sant
- L.A. Confidential – Regie: Curtis Hanson

### Bester Film – Musical/Komödie
Besser geht’s nicht (As Good as It Gets) – Regie: James L. Brooks
- Die Hochzeit meines besten Freundes (My Best Friend’s Wedding ) – Regie: P. J. Hogan
- Ganz oder gar nicht (The Full Monty) – Regie: Peter Cattaneo
- Men in Black – Regie: Barry Sonnenfeld
- Wag the Dog – Wenn der Schwanz mit dem Hund wedelt (Wag the Dog) – Regie: Barry Levinson

### Beste Regie
James Cameron – Titanic
- James L. Brooks – Besser geht’s nicht (As Good as It Gets)
- Curtis Hanson – L.A. Confidential
- Jim Sheridan – Der Boxer (The Boxer)
- Steven Spielberg – Amistad

### Bester Hauptdarsteller – Drama
Peter Fonda – Ulee’s Gold
- Matt Damon – Good Will Hunting
- Daniel Day-Lewis – Der Boxer (The Boxer)
- Leonardo DiCaprio – Titanic
- Djimon Hounsou – Amistad

### Beste Hauptdarstellerin – Drama
Judi Dench – Ihre Majestät Mrs. Brown (Mrs Brown)
- Helena Bonham Carter – Die Flügel der Taube (Wings of the Dove)
- Jodie Foster – Contact
- Jessica Lange – Tausend Morgen (A Thousand Acres)
- Kate Winslet – Titanic

### Bester Hauptdarsteller – Musical/Komödie
Jack Nicholson – Besser geht’s nicht (As Good as It Gets)
- Jim Carrey – Der Dummschwätzer (Liar Liar)
- Dustin Hoffman – Wag the Dog – Wenn der Schwanz mit dem Hund wedelt (Wag the Dog)
- Samuel L. Jackson – Jackie Brown
- Kevin Kline – In & Out

### Beste Hauptdarstellerin – Musical/Komödie
Helen Hunt – Besser geht’s nicht (As Good as It Gets)
- Joey Lauren Adams – Chasing Amy
- Pam Grier – Jackie Brown
- Jennifer Lopez – Selena – Ein amerikanischer Traum (Selena)
- Julia Roberts – Die Hochzeit meines besten Freundes (My Best Friend’s Wedding )

### Bester Nebendarsteller
Burt Reynolds – Boogie Nights
- Rupert Everett – Die Hochzeit meines besten Freundes (My Best Friend’s Wedding )
- Anthony Hopkins – Amistad
- Greg Kinnear – Besser geht’s nicht (As Good as It Gets)
- Jon Voight – Der Regenmacher (The Rainmaker)
- Robin Williams – Good Will Hunting

### Bester Nebendarstellerin
Kim Basinger – L.A. Confidential
- Joan Cusack – In & Out
- Julianne Moore – Boogie Nights
- Gloria Stuart – Titanic
- Sigourney Weaver – Der Eissturm (The Ice Storm)

### Bestes Drehbuch
Ben Affleck, Matt Damon – Good Will Hunting
- Mark Andrus, James L. Brooks – Besser geht’s nicht (As Good as It Gets)
- James Cameron – Titanic
- Curtin Hanson, Brian Helgeland – L.A. Confidential
- Hilary Henkin, David Mamet – Wag the Dog – Wenn der Schwanz mit dem Hund wedelt (Wag the Dog)

### Beste Filmmusik
James Horner – Titanic
- Philip Glass – Kundun
- Jerry Goldsmith – L.A. Confidential
- Michael Nyman – Gattaca
- John Williams – Sieben Jahre in Tibet (Seven Years in Tibet)

### Bester Filmsong
„My Heart Will Go On“ aus Titanic – James Horner, Will Jennings
- „Go the Distance“ aus Hercules – Alan Menken, David  Zippel
- „Journey to the Past“ aus Anastasia – Lynn Ahrens, Stephen Flaherty
- „Once Upon a December“ aus Anastasia – Lynn Ahrens, Stephen Flaherty
- „Tomorrow Never Dies“ aus James Bond 007 – Der Morgen stirbt nie (Tomorrow Never Dies) – Sheryl Crow, Mitchell Froom

### Bester fremdsprachige Film
Mein Leben in Rosarot (Ma vie en rose), Belgien – Regie: Alain Berliner
- Artemisia, Frankreich – Regie: Agnès Merlet
- Der Dieb (Vor), Russland – Regie: Pawel Tschuchrai
- Der Trauzeuge meines Mannes (Il testimone dello sposo), Italien – Regie: Pupi Avati
- Lea, Deutschland – Regie: Ivan Fíla

## Nominierungen und Gewinner im Bereich Fernsehen

### Beste Fernsehserie – Drama
Akte X – Die unheimlichen Fälle des FBI (The X-Files)
- Chicago Hope – Endstation Hoffnung (Chicago Hope)
- Emergency Room – Die Notaufnahme (ER)
- Law & Order
- New York Cops – NYPD Blue (NYPD Blue)

### Bester Darsteller in einer Fernsehserie – Drama
Anthony Edwards – Emergency Room – Die Notaufnahme (ER)
- Kevin Anderson – Ein ganz normaler Heiliger (Nothing Sacred)
- George Clooney – Emergency Room – Die Notaufnahme (ER)
- David Duchovny – Akte X – Die unheimlichen Fälle des FBI (The X-Files)
- Lance Henriksen – Millennium – Fürchte deinen Nächsten wie Dich selbst (Millennium)

### Beste Darstellerin in einer Fernsehserie – Drama
Christine Lahti – Chicago Hope – Endstation Hoffnung (Chicago Hope)
- Gillian Anderson – Akte X – Die unheimlichen Fälle des FBI (The X-Files)
- Kim Delaney – New York Cops – NYPD Blue (NYPD Blue)
- Roma Downey – Ein Hauch von Himmel (Touched by an Angel)
- Julianna Margulies – Emergency Room – Die Notaufnahme (ER)

### Beste Fernsehserie – Musical/Komödie
Ally McBeal
- Chaos City (Spin City)
- Frasier
- Friends
- Hinterm Mond gleich links (3rd Rock from the Sun)
- Seinfeld

### Bester Darsteller in einer Fernsehserie – Musical/Komödie
Michael J. Fox – Chaos City (Spin City)
- Kelsey Grammer – Frasier
- John Lithgow – Hinterm Mond gleich links (3rd Rock from the Sun)
- Paul Reiser – Verrückt nach dir (Mad About You)
- Jerry Seinfeld – Seinfeld

### Beste Darstellerin in einer Fernsehserie – Musical/Komödie
Calista Flockhart – Ally McBeal
- Kirstie Alley – Veronica (Veronica’s Closet)
- Ellen DeGeneres – Ellen
- Jenna Elfman – Dharma & Greg
- Helen Hunt – Verrückt nach dir (Mad About You)
- Brooke Shields – Susan (Suddenly Susan)

### Beste Miniserie oder bester Fernsehfilm
Wallace (George Wallace)
- Die Abenteuer des Odysseus (The Odyssey)
- Die 12 Geschworenen (12 Angry Men)
- Don King – Das gibt’s nur in Amerika (Don King: Only in America)
- Miss Evers’ Boys – Die Gerechtigkeit siegt (Miss Evers’ Boys)

### Bester Darsteller in einer Miniserie oder einem Fernsehfilm
Ving Rhames – Don King – Das gibt’s nur in Amerika (Don King: Only in America)
- Armand Assante – Die Abenteuer des Odysseus (The Odyssey)
- Jack Lemmon – Die 12 Geschworenen (12 Angry Men)
- Matthew Modine – Explosion des Schweigens (What the Deaf Man Heard)
- Gary Sinise – Wallace (George Wallace)

### Bester Darstellerin in einer Miniserie oder einem Fernsehfilm
Alfre Woodard – Miss Evers’ Boys – Die Gerechtigkeit siegt (Miss Evers’ Boys)
- Ellen Barkin – Wie ein Vogel ohne Flügel (Before Women Had Wings)
- Jena Malone – Hope
- Vanessa Redgrave – Bella Mafia
- Meryl Streep – …First Do No Harm

### Bester Nebendarsteller in einer Serie, einer Miniserie oder einem Fernsehfilm
George C. Scott – Die 12 Geschworenen (12 Angry Men)
- Jason Alexander – Seinfeld
- Michael Caine – Mandela und De Klerk – Zeitenwende (Mandela and de Klerk)
- David Hyde Pierce – Frasier
- Eriq La Salle – Emergency Room – Die Notaufnahme (ER)
- Noah Wyle – Emergency Room – Die Notaufnahme (ER)

### Beste Nebendarstellerin in einer Serie, einer Miniserie oder einem Fernsehfilm
Angelina Jolie – Wallace (George Wallace)
- Joely Fisher – Ellen
- Della Reese – Ein Hauch von Himmel (Touched by an Angel)
- Gloria Reuben – Emergency Room – Die Notaufnahme (ER)
- Mare Winningham – Wallace (George Wallace)

## Cecil B. De Mille Award
- Shirley MacLaine

## Miss Golden Globe
Clementine Ford (Tochter von David M. Ford und Cybill Shepherd)